# Rivière Martigny
Rivière Martigny är ett vattendrag i Kanada.   Det ligger i provinsen Québec, i den sydöstra delen av landet, 600 km nordväst om huvudstaden Ottawa.
I omgivningarna runt Rivière Martigny växer i huvudsak barrskog. Trakten runt Rivière Martigny är nära nog obefolkad, med mindre än två invånare per kvadratkilometer.